# Blizzard - La renna di Babbo Natale
Blizzard - La renna di Babbo Natale (Blizzard) è un film del 2003 diretto da LeVar Burton.
Per l'home video il film è stato distribuito col titolo Blizzard - Una renna per amico.

## Trama
Jess è una bambina che ha come migliore amico Bobby, un bambino con cui trascorre momenti indimenticabili. All'inizio delle vacanze Natalizie però, quest'ultimo si trasferisce con tutta la sua famiglia e Jess da quel momento sarà molto triste. Per tirarle su il morale, la madre di Jess decide invitare per Natale sua zia Millie, con cui la bambina ha un buon rapporto. La zia Millie decide decide di raccontarle una storia su Katie Andrews, una bambina che amava molto pattinare sul ghiaccio.
Mentre si allena su una pista di pattinaggio all'aperto vicino a casa sua, Katie fa amicizia con Otto Brewer, un ex campione olimpico di pattinaggio, che si offre di insegnarle gratuitamente il "pattinaggio corretto". Per l'occasione, i genitori di Katie le regalano per il compleanno un paio di pattini gialli e, sotto la tutela di Otto, Katie sboccia in una magnifica pattinatrice. Tuttavia, la gioia di Katie ha vita breve quando suo padre perde il lavoro e la famiglia è costretta a trasferirsi nella grande città. Qualche mese dopo Katie viene a sapere che Otto è venuto a mancare e che ha lasciato a Katie la sua medaglia olimpica in eredità.
Nel frattempo, al Polo Nord, Babbo Natale e i suoi elfi stanno festeggiando la nascita di Blizzard, una renna nata a Blitzen e Delphi. Crescendo blizzard diventa una renna ribelle che si diverte a disobbedire alle regole di Archimede, elfo capo di Babbo Natale, per il quale il rispetto delle regole è tutto e non tollera la vena ribelle di Blizzard. A causa della sua natura ribelle Blizzard finisce spesso e volentieri in gabbia per punizione, ma è qui che scopre di possedere due delle doti magiche delle renne di Babbo Natale: la capacità di volare, il potere di rendersi invisibile; gli unici a sapere questo suo segreto sono Jeremy detto "Bagaglio", un umano che vive e lavora nel villaggio di Babbo Natale, e Donner Jr., un'altra renna di nobili origini.
Durante un'uscita con gli amici, Blizzard ha una visione di Katie, che soffre per la nuova sistemazione della famiglia. Chiedendo consiglio a Jeremy, Blizzard scopre di possedere anche la terza dote magica delle renne: il dono della navigazione empatica (che gli consente di vedere nel cuore delle persone). Ciò sbalordisce molto Jeremy e Donner Jr. perché finora nessuna renna nella storia ha mai posseduto tutte e tre le doti magiche e consigliano Blizzard di stare attenta, specialmente ad Archimede, che in prossimità del Natale non vorrà alcun tipo di problema.
Blizzard, tuttavia, non dà retta ai consigli degli amici e si reca nel mondo umano a conoscere Katie. Tra le due nasce subito una forte amicizia, grazie al quale Katie ritrova fiducia in sé stessa e la sua passione per il pattinaggio. Il giorno dopo Katie si reca alla scuola di pattinaggio locale dove la direttrice, rimasta colpita dalle abilità di Katie gli propone di partecipare a un concorso che si terrà lì fra pochi mesi. Katie comincia quindi ad allenarsi, attirando le gelosie di Erin, una ricca allieva della scuola.
Durante un'uscita con Blizzard, Katie si accorge che i suoi pattini sono stati manomessi e non possono essere usati per pattinare. Pur di aiutare la sua amica, Blizzard la porta al Polo Nord (non ostante sia severamente proibito portare degli umani nel villaggio di Babbo Natale). La fa ospitare Jeremy, mentre lei esce e prende in prestito un paio di pattini, che però sono destinati ad un altro bambino. Le due tornano in tempo per la gara, dove Katie dà prova di sé stessa con un'esibizione che la fa arrivare in semifinale con Erin. Poco dopo, negli spogliatoi, Katie assiste alla discussione di Erin con suo padre, il quale la rimprovera per non aver vinto subito. Dopo che l'uomo se ne va Katie conforta Erin, la quale rivela di essere stata lei a sabotarle i pattini per paura di perdere, ma Katie si dimostra comprensiva e la perdona.
Tornata a casa, Katie aspetta Blizzard per restituirgli i pattini, quando scopre dalla madre che Erin non è tornata a casa. Usando il potere della navigazione empatica, Blizzard trova Erin e scopre che per paura di deludere il padre è scappata e sta per finire su un lago ricoperto da ghiaccio sottile. Il ghiaccio, infatti, si rompe ed Erin rischia di annegare, ma viene salvata dal tempestivo arrivo di Katie e Blizzard, che la salvano e la fanno ricongiungere al padre. Blizzard se ne va e trona al Polo Nord, ma dimentica di riprendere i pattini che aveva preso.
Katie riceve una telefonata da Jeremy che la informa che Blizzard è stata arrestata con l'accusa di aver infranto le tre regole più importanti di Archimede: mai entrare in contatto con un essere umano, non portare mai un essere umano nel villaggio di Babbo Natale e mai rubare un giocattolo destinato ad un altro bambino. Archimede intende usare queste accuse per convincere Babbo Natale a bandire Blizzard per sempre. Pur di aiutare la loro amica, Katie si fa portare da Donner jr. fino al Polo Nord per aiutare Blizzard.
Al processo, Blizzard confessa a Babbo Natale che le accuse sono vere, rivelando di possedere tutte e tre le doti magiche delle renne, cosa che sorprende tutti i presenti. Il processo viene interrotto dall'arrivo tempestivo di Katie, che irrompe nella sala per restituire i pattini. Nonostante le proteste di Archimede, Babbo Natale consente a Katie di restare e gli chiede perché secondo lei non dovrebbe punire Blizzard per aver infranto le loro regole più importanti. Nonostante il timore iniziale, Katie rivela che Blizzard ha infranto le regole solo per aiutare lei, di come l'abbia aiutata a ritrovare fiducia in se stessa e la sua passione per il pattinaggio, e di come l'abbia aiutata a salvare Erin dall'annegamento, aggiungendo che Blizzard non ha mai voluto nulla in cambio, se non l'amicizia di Katie. Babbo Natale, capendo che l'amicizia tra Katie e Blizzard è sincera, acconsente a perdonare Blizzard e a darle una altra possibilità. Nonostante la gioia iniziale, Babbo Natale deve però proibire Katie e Blizzard di rivedersi, per rispettare le regole.
Il giorno di Natale Katie riceve tre doni da Babbo Natale: un nuovo paio di pattini da ghiaccio (lo stesso che Blizzard aveva rubato), l'amicizia con Erin (che saranno amiche per sempre) e, infine, i ricordi dei bei momenti passati con Blizzard. La zia Millie conclude il racconto affermando che una vera amicizia non può morire ne per la lontananza ne per il tempo, ma rimane viva nel cuore.
Jess ritrova il buon umore e riceve dalla zia Millie il suo regalo di Natale, che si rivela essere la medaglia olimpica di Otto Brewer. La zia Millie si rivela essere quindi Mildred Katie Andrew anziana. Il giorno di Natale, mentre Jess esce a giocare con i suoi amici, Millie\Katie chiude gli occhi e augura buon Natale a Blizzard. Al Polo Nord, Blizzard, mentre vola con Donner jr. (con cui si è sposata e hanno avuto tre figli), sente e ricambia l'augurio, dimostrando che nonostante la lontananza e il tempo trascorso la loro amicizia è sopravvissuta.